# Oratorio della Santissima Annunziata (Peccioli)
L'oratorio della Santissima Annunziata si trova a Ghizzano, frazione del comune di Peccioli, in provincia di Pisa.

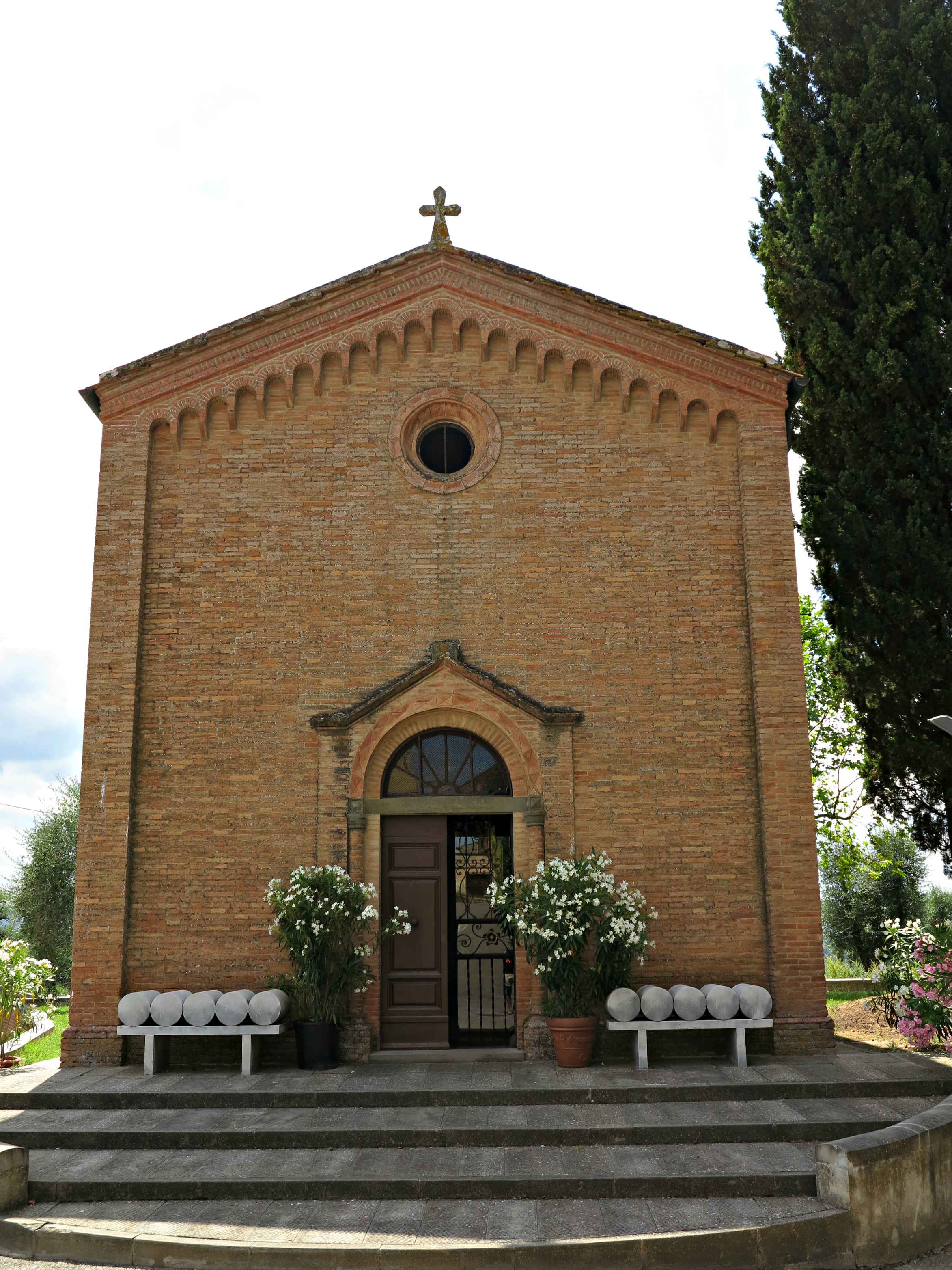
Esterno dell'oratorio

Nel semplice oratorio neogotico dedicato alla Santissima Annunziata si custodisce una Annunciazione in legno intagliato e dipinto, attribuita a Tommaso Pisano.